# ألبرت ريد
ألبرت ريد (بالإنجليزية: Albert Read)‏ (مواليد 1898) هو مدافع كرة قدم معتزل.

## مسيرته
لعب ألبرت مباراة واحدة مع منتخب إنجلترا عام 1921.

## وصلات خارجية
ألبرت ريد على موقع ناشيونال فوتبول تيمز (الإنجليزية)